# St.-Petri-Pauli-Kirche (Lutherstadt Eisleben)

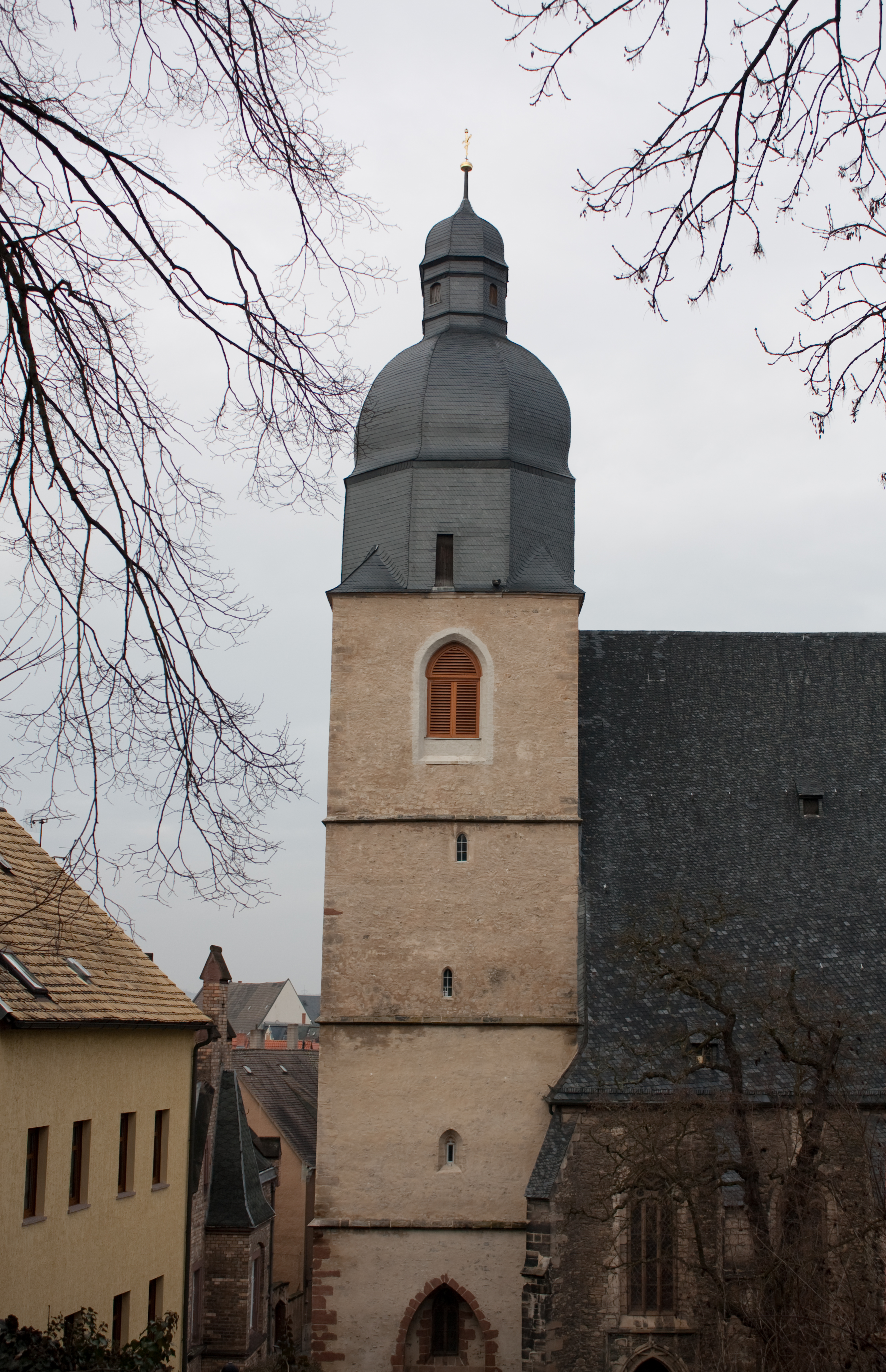
St.-Petri-Pauli-Kirche

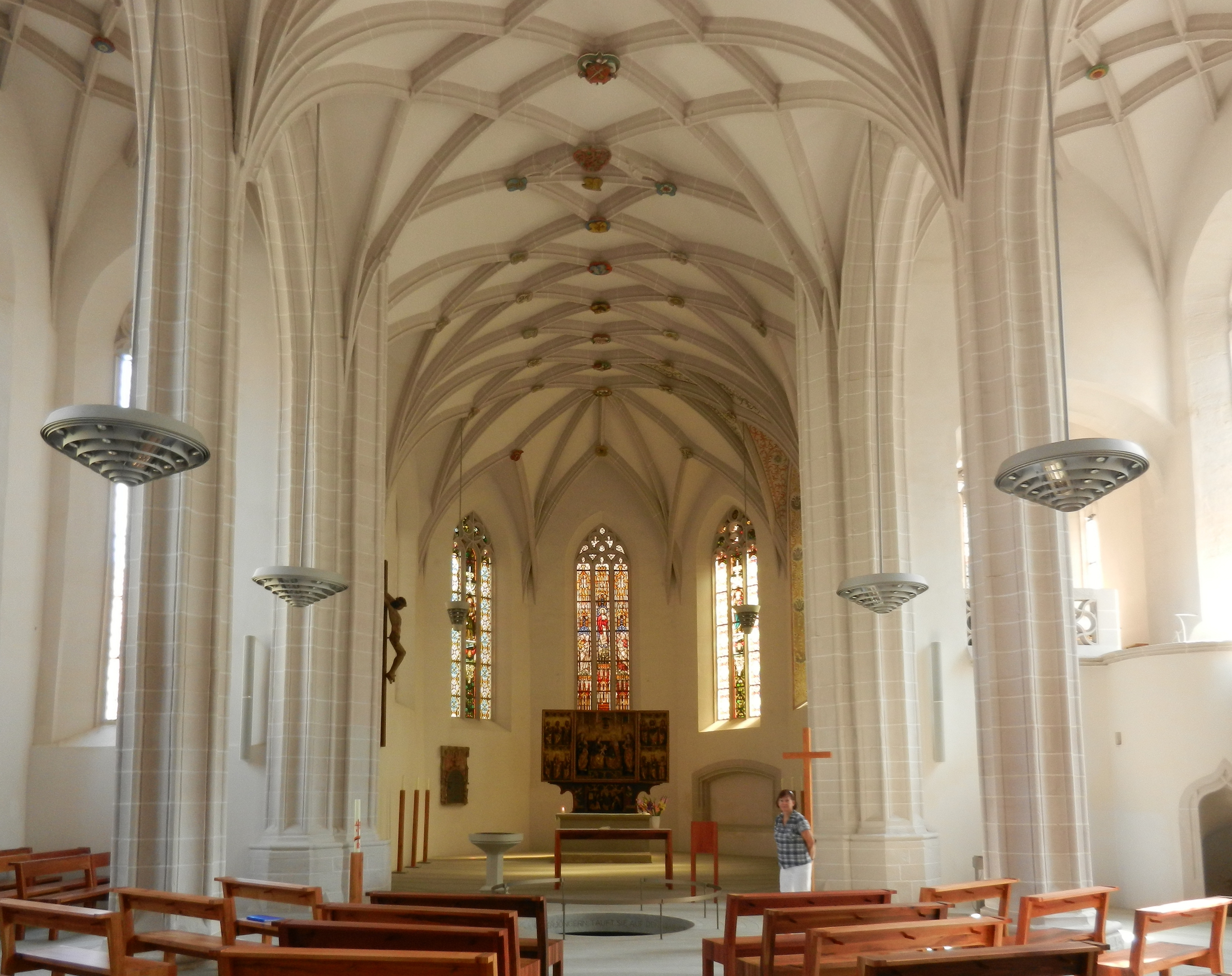
Kirchenschiff

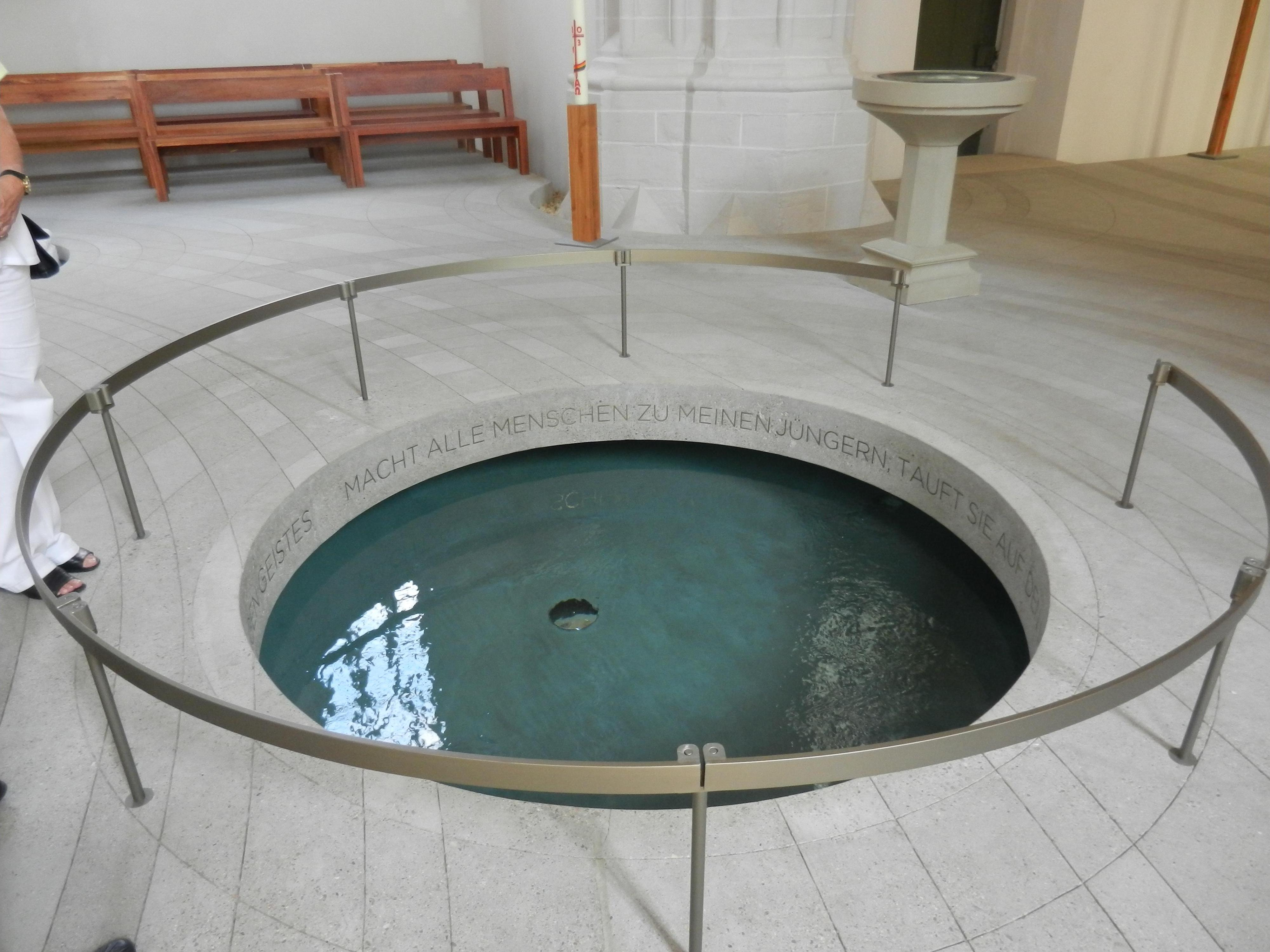
Taufbrunnen

Die St.-Petri-Pauli-Kirche ist eine evangelische Kirche in der Lutherstadt Eisleben. Die spätgotische Hallenkirche ist vor allem dadurch bedeutsam, dass hier am 11. November 1483 Martin Luther getauft wurde. Nach einer grundlegenden Sanierung und Neugestaltung ab 2010 wurde sie am 29. April 2012 als Zentrum Taufe Eisleben wiedereröffnet.

## Geschichte
Bereits Ende des 13. Jahrhunderts ist für die entstehende Petri-Vorstadt von Eisleben ein St.-Petri-Kirchhof bezeugt. Die Pfarrkirche ist im Jahr 1333 erstmals erwähnt, damals allein dem Apostel Petrus geweiht. Sie unterstand dem Kloster Wimmelburg.
Als Folge der Halberstädter Bischofsfehde wurde das zerstörte Dorf Lüttchen-Eisleben mit seiner St.-Pauls-Kirche – ebenfalls zum Kloster Wimmelburg gehörig – nach 1367 aufgegeben, und die Bewohner siedelten sich im Bereich der Petrivorstadt an. Die Petrikirche bekam als Zweitpatron den Apostel Paulus. Wegen der gewachsenen Gemeindegliederzahl und des zunehmenden Wohlstands der Stadt erfolgte im 15. Jahrhundert ein Neubau – die heutige Kirche. Der 54 m hohe Westturm entstand 1447–1474, Chor und Langhaus waren 1513 vollendet.
Im Herbst 1483, vor der endgültigen Niederlassung in Mansfeld, wohnte die Familie Luther einige Zeit im Vorgängerbau des heutigen Luther-Geburtshauses wenige Schritte nordöstlich der St.-Petri-Pauli-Kirche, und am Martinstag wurde das am Vortag geborene Kind durch Pfarrer Bartholomäus Rennbrecher in der Pfarrkirche auf den Namen des Tagesheiligen getauft.
Mit der Durchsetzung der Reformation in der Grafschaft Mansfeld wurde auch Martin Luthers Taufkirche lutherisch. Vielleicht suchte der Reformator sie bei seinen späteren Aufenthalten in Eisleben wieder auf. Der Bezug auf seine Taufe (Baptizatus sum – „Ich bin getauft“) war für ihn lebenslang fundamental.

## Architektur und Ausstattung

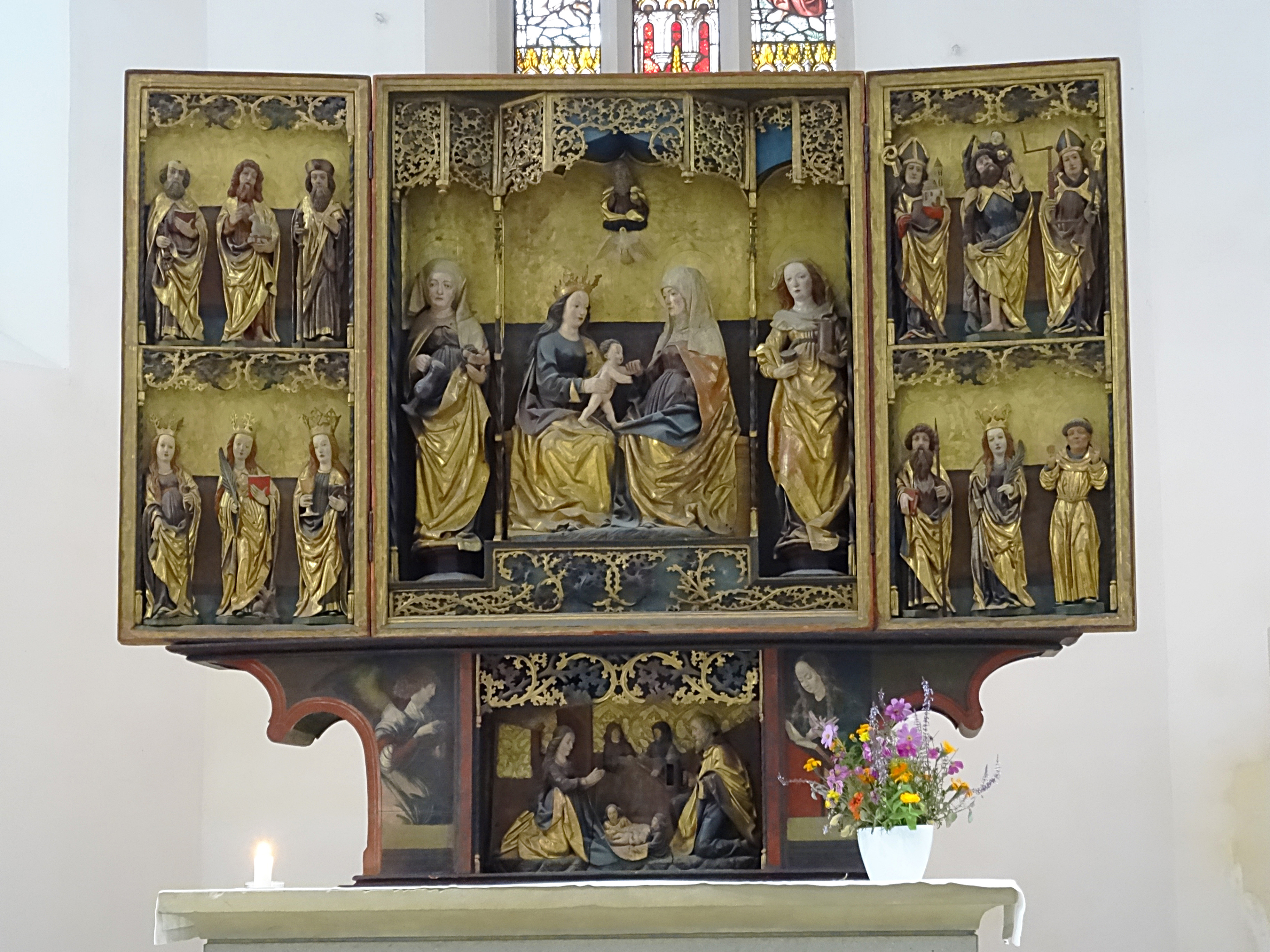
Hauptaltar

Die St.-Petri-Pauli-Kirche ist eine dreischiffige Hallenkirche mit eingezogenem polygonalem Chor im Osten und haubenbekröntem quadratischem Westturm. Auf den Rippen der Netzgewölbe befinden sich Zunftzeichen und Familienwappen, im Altarraum Passionssymbole. Das spätgotische Altarretabel, ein Flügelaltar mit vollplastischen Holzfiguren, enthält in der Mitte eine Anna-selbdritt-Gruppe: Maria mit dem Jesusknaben und ihre Mutter Anna. Ein weiterer spätgotischer Schnitzaltar aus der Eislebener St.-Nicolai-Kirche steht in der Turmkapelle. An der nördlichen Seitenschiffwand hängen Kopien der Porträts Luthers und seiner Familie von Lucas Cranach.

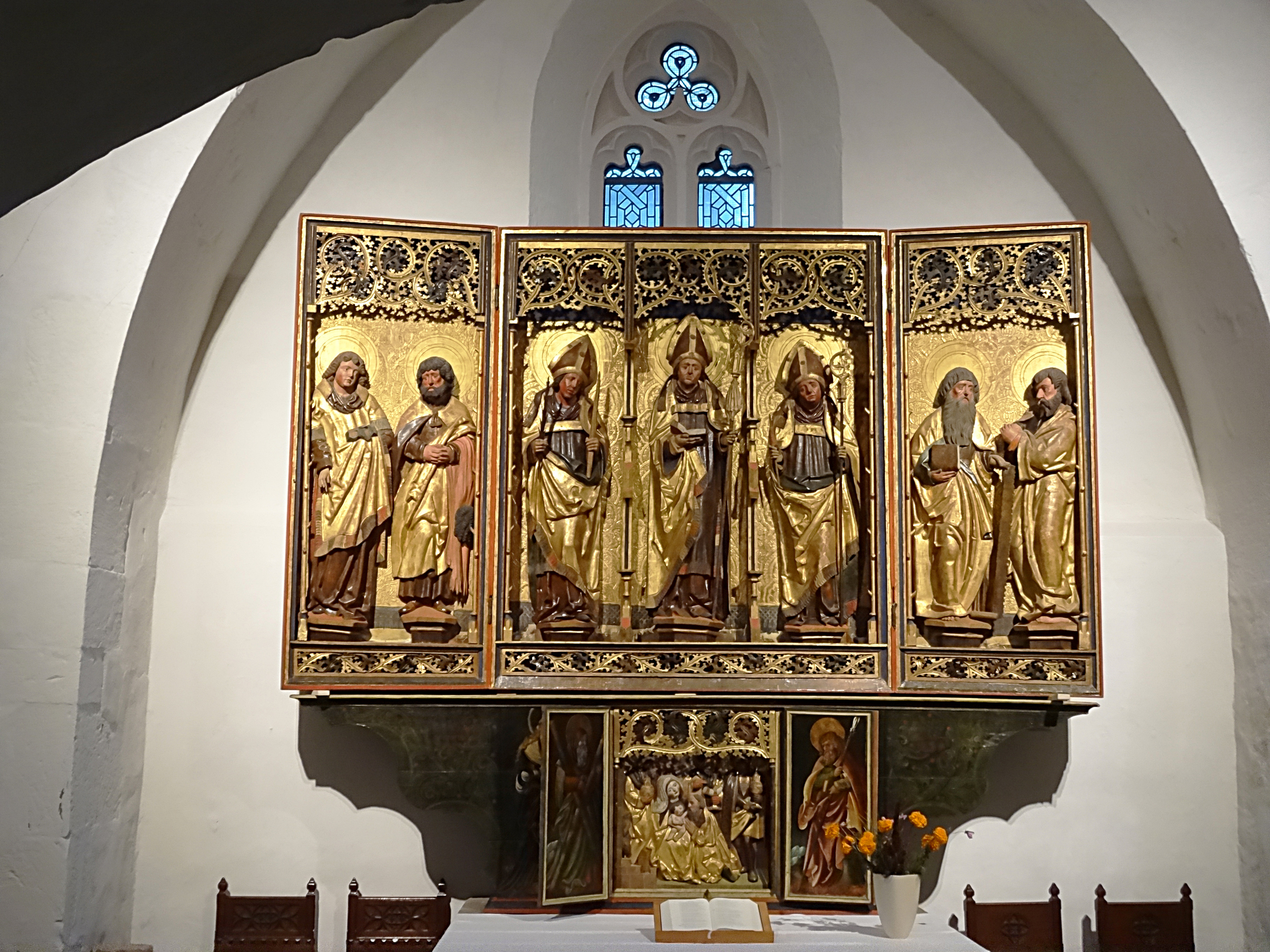
Altar in der Turmkapelle

Für die Neugestaltung (2010–2012) wurde das Berliner Architekturbüro AFF mit dem Architekturpreis des Landes Sachsen-Anhalt 2013 ausgezeichnet. Dabei wurde im Fußboden des Mittelschiffs vor dem Altar ein kreisrunder Taufbrunnen geschaffen, der mit bewegtem Wasser gefüllt und mit dem Schriftzug des Taufbefehls Jesu (Mt 28,19 ) umgeben ist. Von ihm aus ziehen sich konzentrische Kreise wie ein Wellenmuster durch den gesamten Kirchenraum. Er dient dem Taufgedächtnis und der Taufe durch Untertauchen. Daneben steht ein schlichtes neugotisches Taufbecken mit Inschrift, das Teile des Taufsteins Luthers enthält.
Im Jahr 2014 wurden elf von Günter Grohs gestaltete Fenster im Kirchenschiff eingebaut. Ein bewegtes Ornament durchdringt die farbarmen Verglasungen. Der grafische Bleiriss in den Fenstern tritt in einen Dialog zu den sich überlagernden Kreisen im Betonfußboden.
Von überregionaler Bedeutung ist auch das original erhaltene dreiteilige Geläut von 1499/1509.

## Orgel

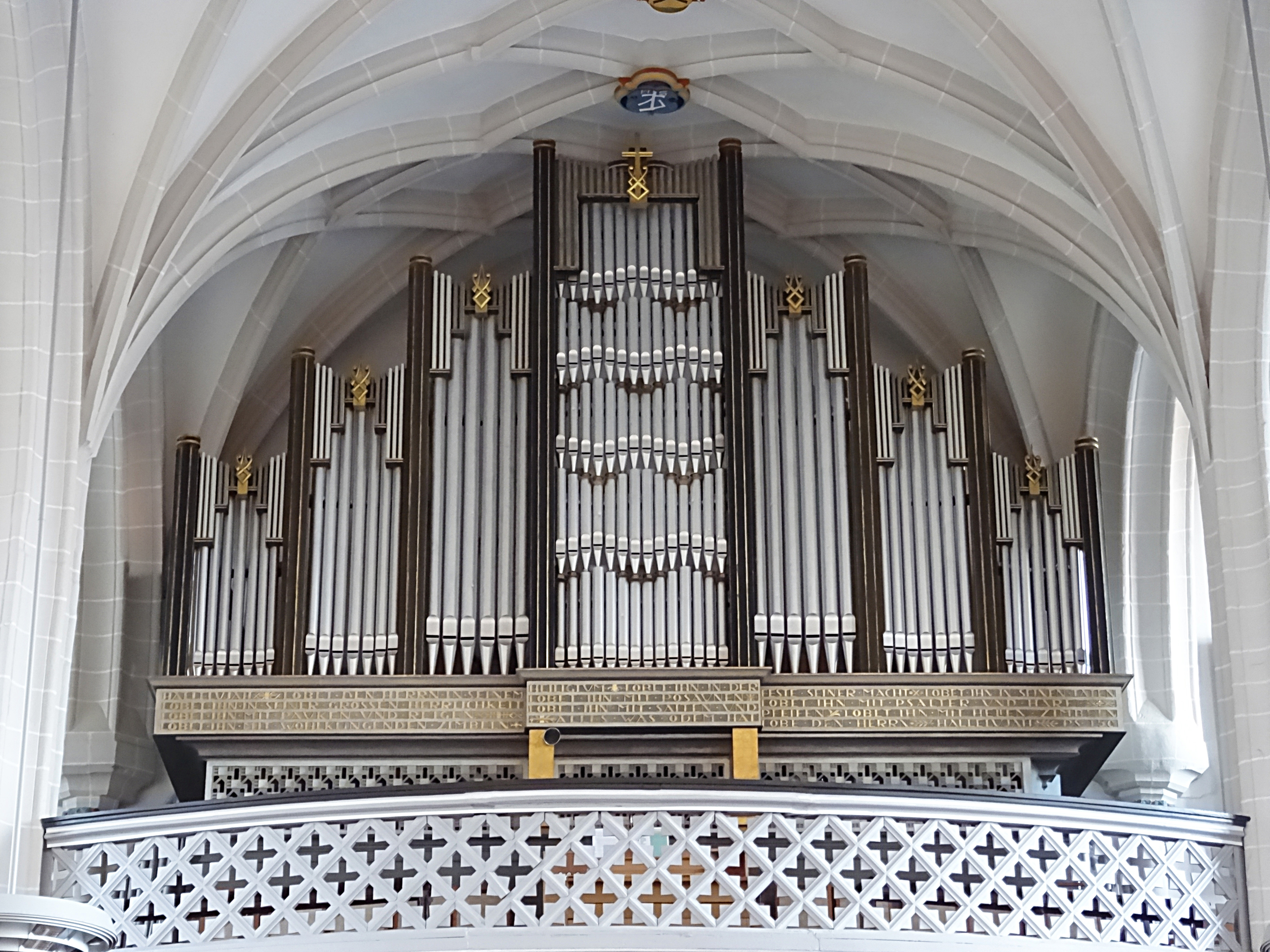
Orgel

Die Orgel geht zurück auf ein Instrument, das im Jahre 1929 durch die Zörbiger Orgelbauanstalt Wilhelm Rühlmann erbaut worden war. Das Instrument hatte 42 Register auf drei Manualen und Pedal. In den 1980er Jahren wurde das Instrument auf 27 Register auf zwei Manualen und Pedal verschlankt.
Hinter dem historischen Prospekt im Art-déco-Stil befindet sich heute eine ganz außergewöhnliche Orgel der Firma Voigt, welche zwar nur drei Register besitzt (Subbass 16', Flöte 8' und Prinzipal 4'), allerdings kann hier, per Computer, die Tonhöhe jeder Pfeife einzeln und in Echtzeit (also auch während des Orgelspiels) verändert werden. Dadurch ist es möglich sowohl historische, aber auch beliebige andere Stimmungen zu demonstrieren, sowie eine dynamische, dem jeweils gerade erklingenden Akkord angepasste Stimmung (Hermode-Tuning) ähnlich einem gut aufeinander hörenden Bläser-, Streicher- oder Gesangsensemble zu erreichen.
| I Hauptwerk C–g3 |                 |     |
| 01.              | Bordun          | 16′ |
| 02.              | Prinzipal       | 08′ |
| 03.              | Viola di Gamba0 | 08′ |
| 04.              | Grobgedackt     | 08′ |
| 05.              | Oktave          | 04′ |
| 06.              | Rohrflöte       | 04′ |
| 07.              | Oktave          | 02′ |
| 08.              | Mixtur IV       |     |
| 09.              | Zimbel III      |     |
| 10.              | Trompete        | 08′ |

| II. Manualwerk C–g3 |                 |       |
| 11.                 | Quintadena      | 16′   |
| 12.                 | Rohrflöte       | 08′   |
| 13.                 | Salicional      | 08′   |
| 14.                 | Prinzipal       | 04′   |
| 15.                 | Blockflöte      | 04′   |
| 16.                 | Waldflöte       | 02′   |
| 17.                 | Quinte          | 1 ⁄3′ |
| 18.                 | Sesquialter II0 |       |
| 19.                 | Scharff IV      |       |
| 20.                 | Oboe            | 08′   |

| Pedalwerk C–f1 |                  |        |
| 21.            | Kontrabaß        | 16′    |
| 22.            | Subbaß           | 16′    |
| 23.            | Oktavbaß         | 08′    |
| 24.            | Gedacktbaß       | 08′    |
| 25.            | Oktave (= Nr. 5) | 04′    |
| 26.            | Rauschpfeife IV0 | 5 1⁄3′ |
| 27.            | Posaune          | 16′    |

- Koppeln: II/I, I/P, II/P

## Glocken
Aus der Glockenstube erklingt ein komplett historisches Geläut. Es stellt eines der einzigen erhaltenen Dreiergeläute aus der Hand desselben Glockengießers in Sachsen-Anhalt dar. 1993 musste es wegen gravierender Schäden an Turm und Klöppelaufhängungen stillgelegt werden. Nach Sanierung von Turm und Aufhängung erklang das Geläut 2008 erstmals wieder.
| Nr. | Name      | Nominal | Durchmesser | Gewicht      | Gussjahr | Gießer     |
| --- | --------- | ------- | ----------- | ------------ | -------- | ---------- |
| I   | Apollonia | as°+7   | 1.926 mm    | ca. 4.000 kg | 1499     | Pawel Moes |
| II  | Benigna   | c′+1    | 1.667 mm    | ca. 2.800 kg | 1509     | Pawel Moes |
| III | Anna      | es′+7   | 1.301 mm    | ca. 1.500 kg | 1509     | Pawel Moes |